# Uppsala läns sanatorium
Uppsala läns sanatorium öppnade 1906 i Vattholma norr om Uppsala med 14 vårdplatser som senare utökades till 26. Arkitekt var T. Stenman.

## Historia
Sanatorier för tbc-patienter började byggas med pengar från insamlingen till kung Oscar II vid hans tjugofemårsjubileum som regent 1897. Länskommittén av Svenska nationalföreningen mot tuberkulos startade 1906 en vårdanstalt med 14 platser i Vattholma. Landstinget i Uppsala län gav anslag för driften under tre år, fastställde vårdavgiften till 50 öre per dag och fick en representant i styrelsen. Sanatoriet byggdes ut efter fyra år och dubblerade nästan antalet vårdplatser, detta utan att belasta landstinget med ytterligare kostnader eftersom statsbidrag införts. En bit in på 1930-talet övertog landstinget äganderätten.
Sanatoriet rustades upp så sent som 1948 och fick bland annat personalbostäder och personalmatsal. Tuberkulosfallen minskade drastiskt under det följande årtiondet, och 1959 gjordes det om till Vattholma långvårdssjukhem, knutet till Tunåsens sjukhus. Sjukhemmet såldes till Röda korset som kursgård i mitten av 1970-talet.

## Centralsanatoriet för Uppsala län vid Akademiska sjukhuset

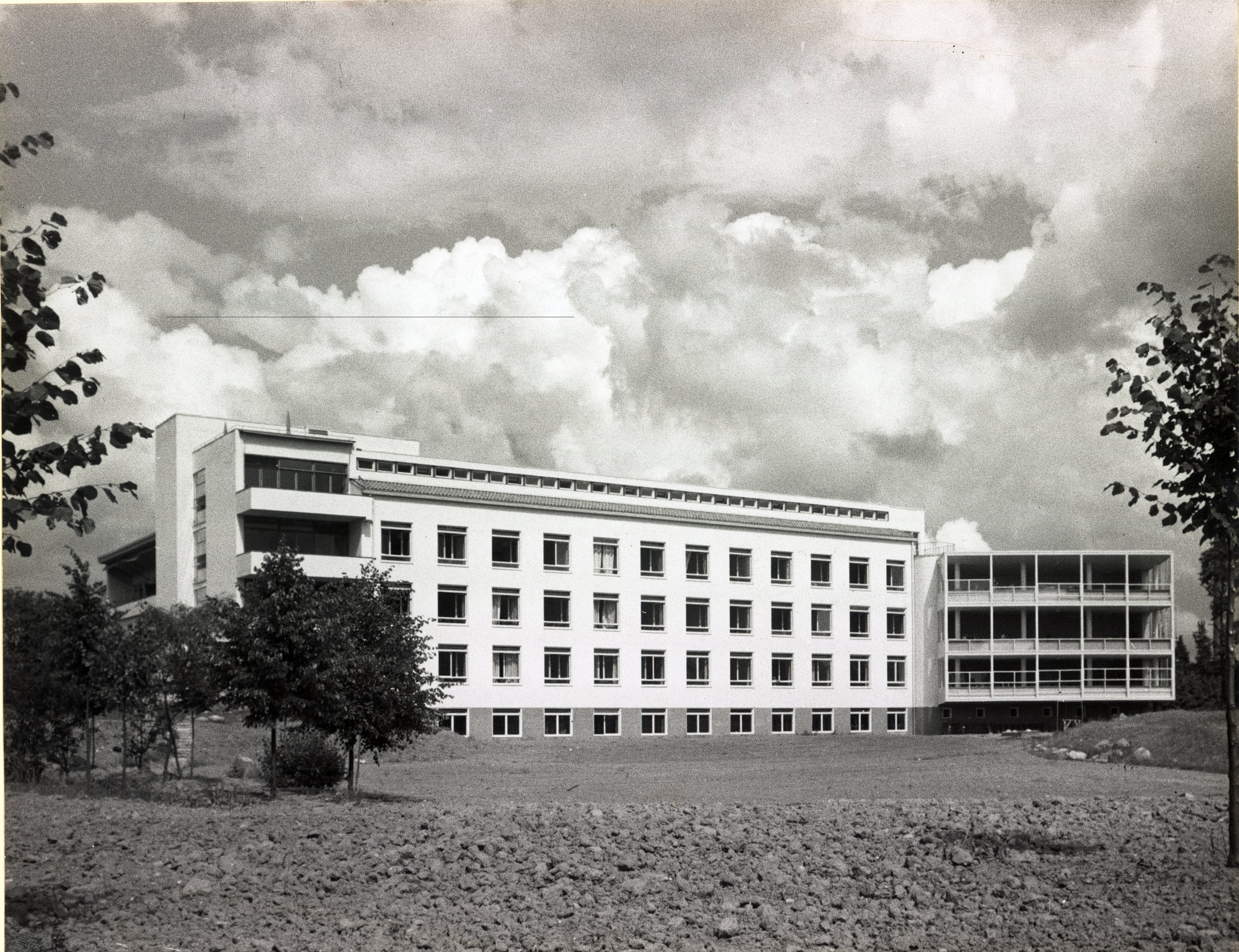
Centralsanatoriet ritat av Birch-Lindgren.

Ett centralsanatorium för Uppsala län stod klart som en del av Akademiska sjukhuset 1937 (arkitekt Gustaf Birch-Lindgren).